# Expulsión de los españoles de la Gran Colombia
La expulsión de los españoles de la Gran Colombia fue una ley de emigración forzosa para la población civil española residente en la Gran Colombia una vez concluida la guerra de independencia, decretado por el vicepresidente regional venezolano Carlos Soublette.

## Contexto histórico

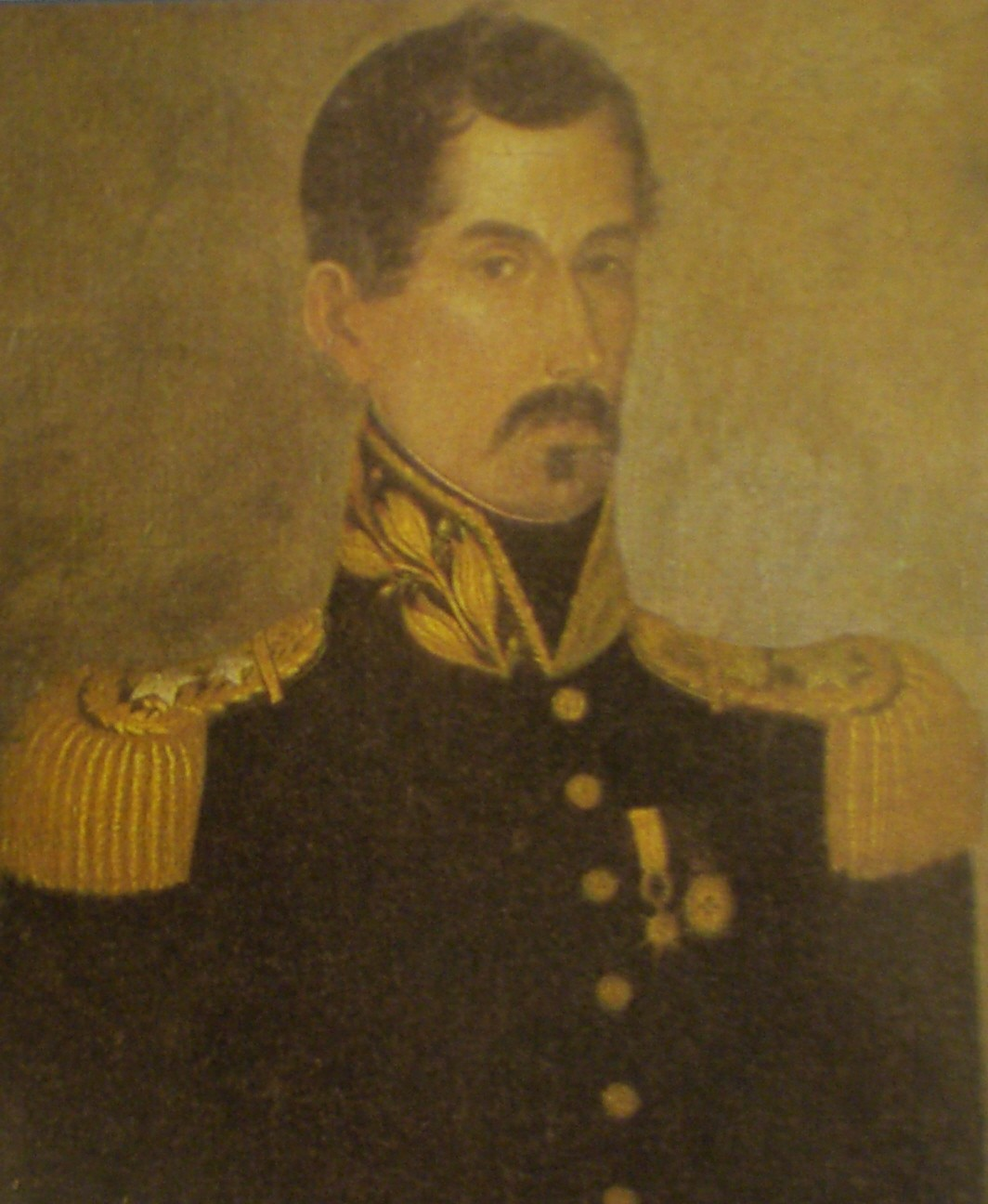
Carlos Soublette decretó la ley de expulsión en un contexto de alta polarización política.

La campaña emprendida por los revolucionarios independentistas de 1819 permitió crear un aparato político y militar que habilitó la posibilidad de expulsar a los españoles, en un contexto de guerra a muerte decretada por Simón Bolívar en 1813 donde, según Bolívar «todos los españoles europeos y canarios fueron casi sin excepción fusilados».

## Historia
Concluida la guerra, el vicepresidente Carlos Soublette emitió un decreto ordenando la expulsión de todos los españoles (peninsulares y canarios) del territorio colombiano que no demostrasen haber formado parte del movimiento independentista, exceptuando a los ancianos de más de 80 años de edad y los empleados del Ejército. José Antonio Páez, quien aspiraba lograr una solución negociada al conflicto post-independentista, medió para deshacer el decreto, pues la república aún no se había hecho con la ciudad de Puerto Cabello.
Debido a esto, se debatió qué hacer al respecto en el Consejo de Gobierno, en Bogotá, conscientes de que no era conveniente revocarla porque daría muestras de debilidad del naciente gobierno republicano. Se aclaró entonces que la ley exceptuaba a aquellos que hicieran servicios invaluables a la República o cuya labor fuera reconocida su decisión por la causa emancipadora. El secretario de Guerra y el vicepresidente regional Francisco de Paula Santander se opusieron a derogarla, argumentando que los españoles eran la causa de las sublevaciones ocurridas en Pasto, Ciénaga, Ocaña, Zulia y las sabanas al oeste de Cartagena. Acordaron pedirle a Páez que propusiera concesiones en el proceso de negociación con los españoles en Puerto Cabello sin que la derogación de la ley fuese una de ellas. El principal lugar al que arribaron los desterrados españoles fue Puerto Rico, donde existe constancia de la recepción de 3555 refugiados.